# Koherer

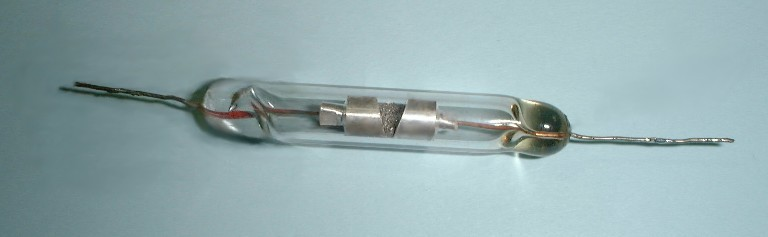
Příklad kohereru

Koherer je jeden z prvních detektorů elektromagnetických vln, první prakticky použitelný pro zachycování signálů na velké vzdálenosti. Umožnil rozvoj bezdrátové telegrafie a vedl k dalším objevům na tomto poli. Vynalezl jej přibližně v roce 1890 francouzský fyzik Édouard Branly. Jedná se o nádobu (obvykle skleněnou trubičku) se dvěma elektrodami, vyplněnou železnými pilinami. Elektrický odpor vrstvy pilin mezi elektrodami se prudce zmenší, pokud je koherer vystaven působení elektromagnetických vln. Poté je nutno piliny seklepáním rozházet a koherer je připraven k další detekci. Samočinné seklepávání se provádělo Wagnerovým kladívkem.
Koherer umožnil velmi zvýšit citlivost zachycování elektromagnetických vln. Do té doby používané Hertzovo miniaturní jiskřiště umožňovalo zachycení elektromagnetických vln jen na několik metrů.
Význam kohereru upadl již v prvním desetiletí 20. století, kdy byly objeveny polovodičové detektory (krystalka – 1906) a heterodyn (1907).